# Cliona phallica
Cliona phallica är en svampdjursart som först beskrevs av Joseph Leidy 1889.  Cliona phallica ingår i släktet Cliona och familjen borrsvampar.
Artens utbredningsområde är Florida. Inga underarter finns listade i Catalogue of Life.